# Konsistenz (Psychologie)
Konsistenz bezeichnet in der Psychologie die Widerspruchsfreiheit des individuellen Verhaltens eines Menschen in sich und im Bezug auf das eigene Selbst, die zeitlich und über Situationen hinweg im Wesentlichen erhalten bleibt (Fleeson & Noftle (2008)). Dabei handelt es sich um eine Verhaltenstendenz und nicht um ein beständiges Persönlichkeitsmerkmal (engl. trait) im eigentlichen Sinne, da Personen zwar transsituativ (d. h. über verschiedene Situationen hinweg) hinsichtlich ihres aggregierten Verhaltens in konkreten, vergleichbaren Situationen recht konsistent handeln, sich aber dennoch situationsspezifisch unterschiedlich verhalten können (Kenrick & Funder (1988), Mischel (1994)). Testpsychologisch lässt sich damit der Grad ermitteln, inwieweit das Verhalten des Einzelnen voraussagbar ist (s. Prognose).